# Peder Laale
Peder Laale, var en dansk medeltida ordspråkssamlare.
Rimligtvis var han andlig och levde i slutet av 1300-talet. Senare författare berättar, att han var landsdomare i Halland; enligt en annan osäker tradition var han skolman eller präst i Roskilde. Hans ordspråk är en samling av omkring 1200 versifierade, ofta rimmade, latinska sentenser med motsvarande danska ordspråk. Latinet är i hög grad barbariskt, men boken blev ändå under 1400- och 1500-talen allmänt använd i danska skolor som latinsk läsebok för nybörjare. Av de danska ordspråken är vissa rena översättningar av de latinska, men de allra flesta är utan tvivel gamla folkliga talesätt, som ofta ännu är i bruk både i Danmark och i andra nordiska länder. Som den äldsta samling av danska ordspråk är den en viktig källa till kunskap om folkets levnads- och tänkesätt.
Laales ordspråk trycktes först på föranstaltande av professorerna vid Köpenhamns universitet (Köpenhamn 1506, av Danmarks förste boktryckare Gotfred av Ghemen; nytryck Köpenhamn 1508) och av Christiern Pedersen (Paris 1515). I nyare tid är de bland annat utgivna av Rasmus Nyerup (Köpenhamn 1828) och av Axel Kock och Carl af Petersens ("Östnordiska och latinska medeltidsordspråk", I–II (Köpenhamn 1888–94), med utförlig inledning och kommentar).